# Conacul urban Rîșcanu-Derojinschi
Conacul urban Rîșcanu-Derojinschi (Râșcanu  – Derozinski) este un monument de arhitectură de însemnătate națională a Republicii Moldova, introdus în Registrul monumentelor de istorie și cultură ale municipiului Chișinău, amplasat în centrul istoric, pe strada București, 62. În prezent s-au mai păstrat doar pereții exteriori ai clădirii, în imediata apropiere fiind în construcție un hotel de 12 etaje.

## Istoric
Conacul cu două etaje și subsol a fost construit în deceniul 8 al sec. XIX la comanda lui Gheorghe Râșcanu-Derojinski, mareșal al nobilimii basarabene, după proiectul arhitectului Alexandru Bernardazzi. A aparținut lui Gheorghe Râșcanu-Derojinski și soției sale Ecaterina, fata boierului Alexandru Russo și a Zoei Catargi, sora lui Lascăr Catargi
Din anul 1897, s-a păstrat o scurtă descriere a casei:
„Casă în două etaje, cu mansardă și subsol. Etajul are 6 odăi, orientate spre stradă, două odăi orientate spre curte și o cameră mică, în mansardă, pentru servitoare. Parterul este compus din patru odăi, orientate spre stradă, și două camere mici, orientate în curte pentru slugi. O tindă și o scară conduce la etaj. În subsol se află bucătăria, sufrageria, și brutăria. De asemenea – un corp de casă din piatră, o remiză pentru trăsuri, grajdul pentru cai, camera pentru birjar, șura pentru lemne și cărbune și casa pentru paznic la intrarea în curte.”
În 1920, după Unirea Basarabiei cu România, familia Râșcanu-Derojinski a vândut edificiul unui evreu bogat pe nume Kogan, pentru suma de 1.500.000 lei.

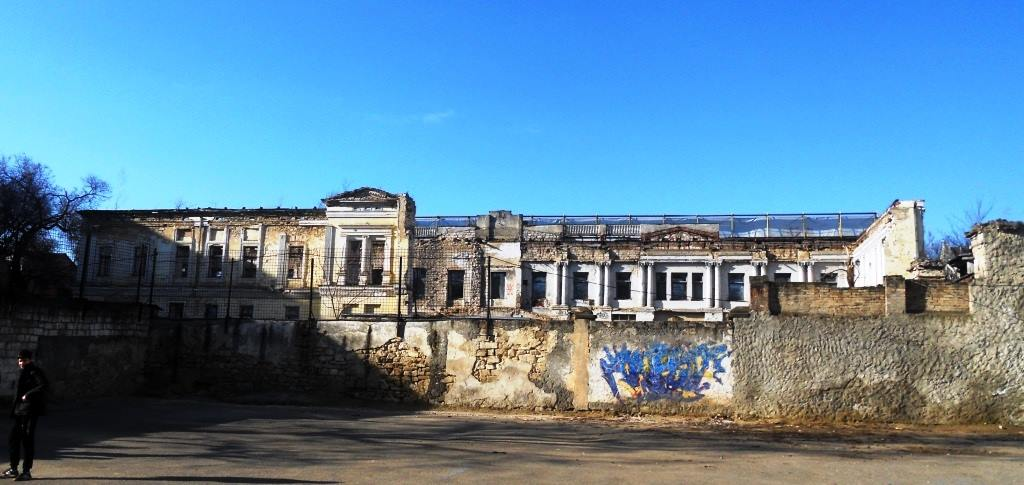
Conacul văzut dinspre str. V. Pîrcălab, martie 2015, până la începerea lucrărilor.

În 1955, clădirea a fost reconstruită adăugându-se o aripă cu o sală în formă de amfiteatru, pentru a găzdui ședințele Prezidiului Sovietului Suprem al RSSM, după care a devenit sediul Societății „Știința”. La sfârșitul anilor 1980, clădirea a fost transferată Direcției unificate a Filarmonicii și Palatului Național, iar în 1996 clădirea se afla în gestiunea Direcției de deservire a corpului diplomatic de pe lângă Ministerul Afacerilor Externe. Trei ani mai târziu, MAE, în baza unei alte hotărâri de guvern, a donat clădirea Camerei de Comerț și Industrie. Ultimele lucrări de reparație și întreținere a edificiului au fost efectuate la sfârșitul anilor 1990.
În 2010, edificiul monument de arhitectură a fost vândut unei companii la un preț de doar 3,3 milioane de lei, având acordul viceministrului Culturii de atunci Ion Munteanu. Un noul proiect de reabilitare a clădirii a fost avizat de Ministerul Culturii și Consiliul Național al Monumentelor Istorice în 2012, iar în 2014 compania a demarat lucrările de reconstrucție. În 2017, a devenit cunoscut faptul că se dorește ruinarea edificiului, fiind proiectat un hotel gigantic din sticlă și beton, inadecvat pentru centrul istoric al Chișinăului; mai târziu în același an s-a aflat că pereții interiori ai clădirii au fost demolați, iar în locul acestora au fost ridicați piloni de beton.. Acum, în decembrie 2023, după peste 4 ani de reconstrucție parțială și renovare totală, lucrările sunt aproate terminate.

## Descriere
Casa cu două etaje, amplasată la colțul cartierului, este aliniată străzii Vlaicu Pârcălab. Intrarea de onoare se afla din partea străzii București, iar poarta de acces se află dinspre Vlaicu Pârcălab.
Fațadele inițiale ale casei au avut compoziții simetrice, cu un rezalit central, încununat de un fronton triunghiular, cu o triplă fereastră la etaj. Intrarea de onoare avea loc printr-o logie în arcuri sprijinite pe stâlpi masivi, la nivelul căreia conduceau trepte largi. În fața casei se afla o grădină, spre care casa era deschisă cu o terasă soluționată arhitectural ca și intrarea. Planimetria casei este funcțională, fiind aplicată zonarea încăperilor. Câteva intrări secundare conduceau în curtea interioară a casei. Paramentul parterului este în imitație de bosaje orizontale, a etajului – neted, pe fundalul căruia se profilau detaliile de inspirație barocă – ancadramente cu muluri dominate de cornișe pe console, pilaștri ai ordinului corintic între ferestre, o cornișă cu denticule. Fațada este terminată în partea superioară de un parapet cu tumbe și baluștri în piatră. Partea nouă a clădirii, adăugată în anii 1950, a repetat compoziția inițială.

## Galerie de imagini

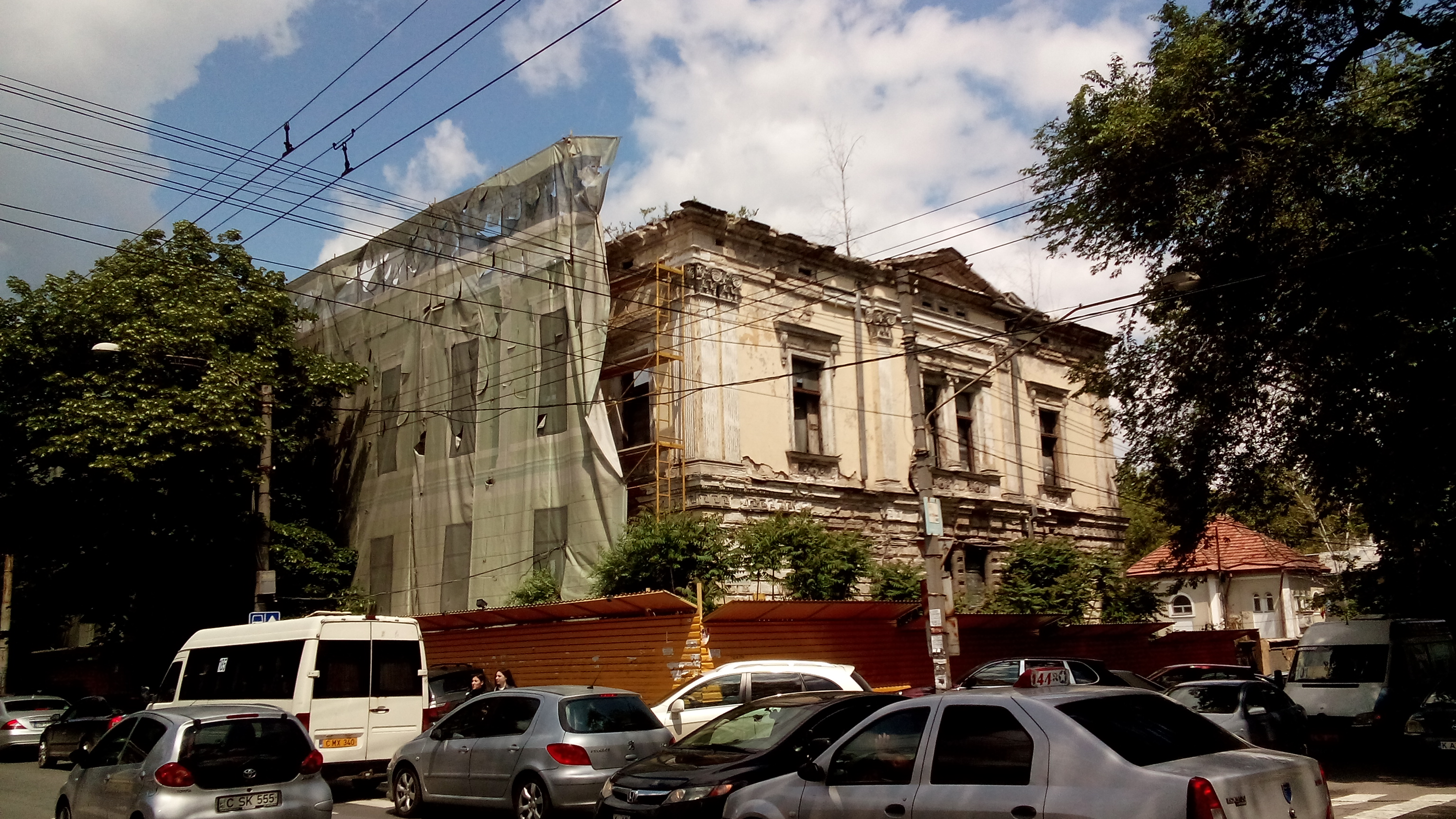
Starea edificiului în 2015
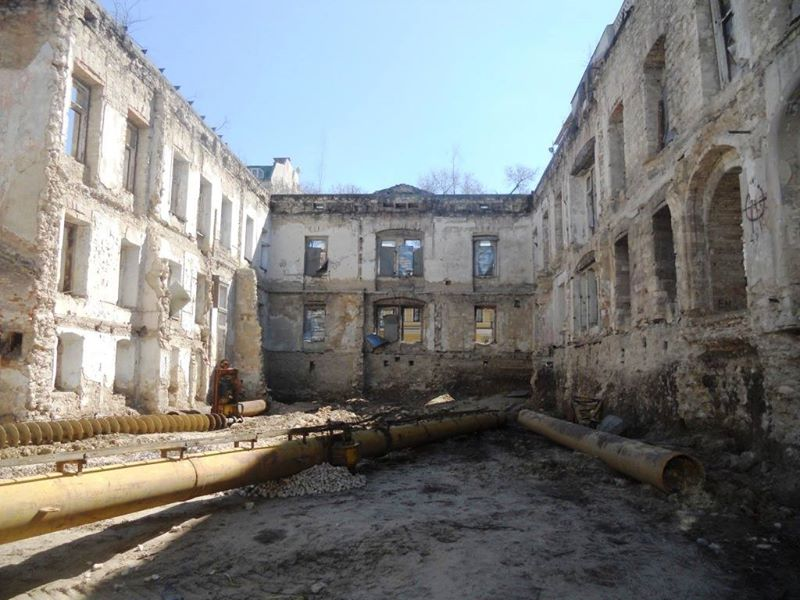
Interior, același an.
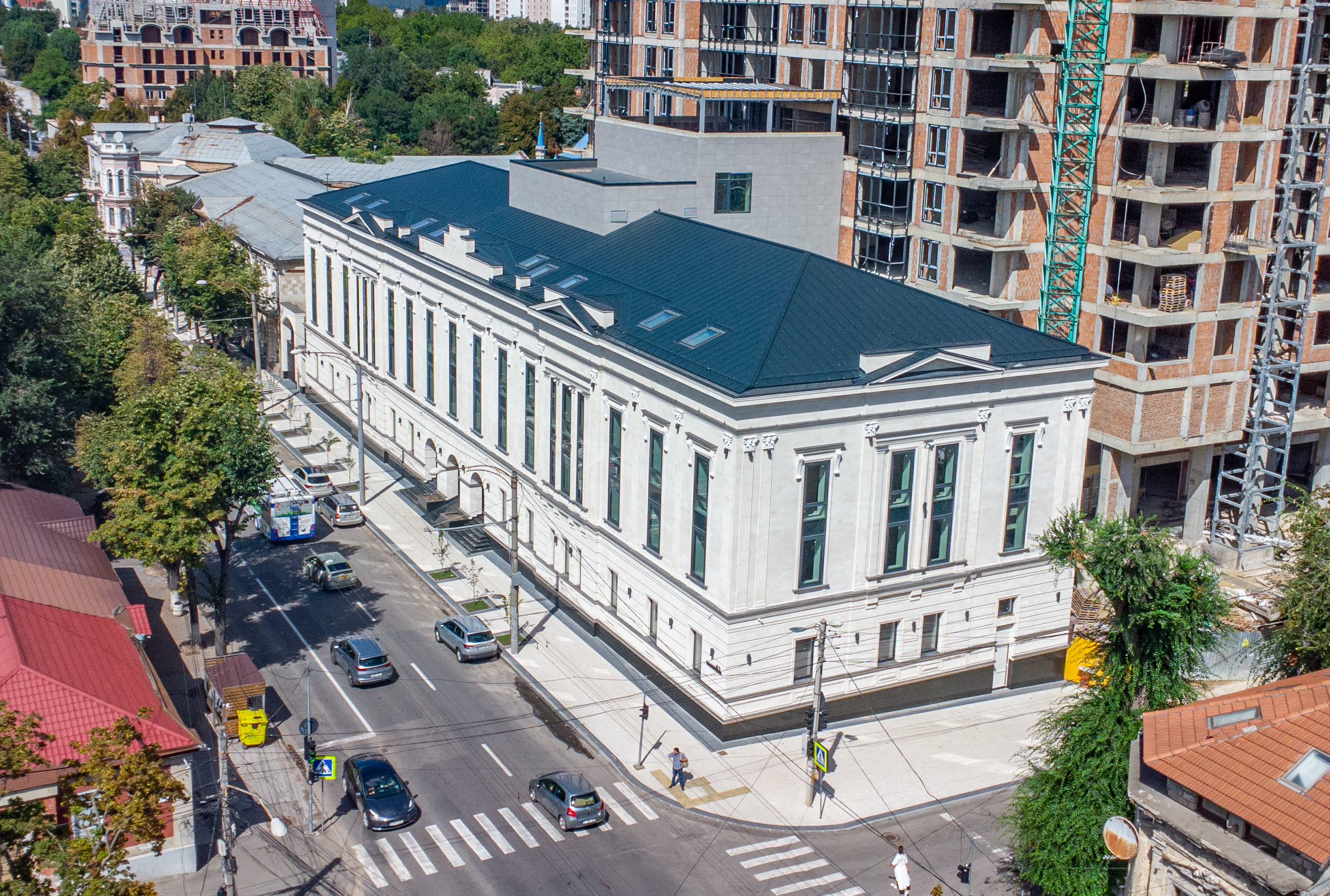
Edificiul în 2022
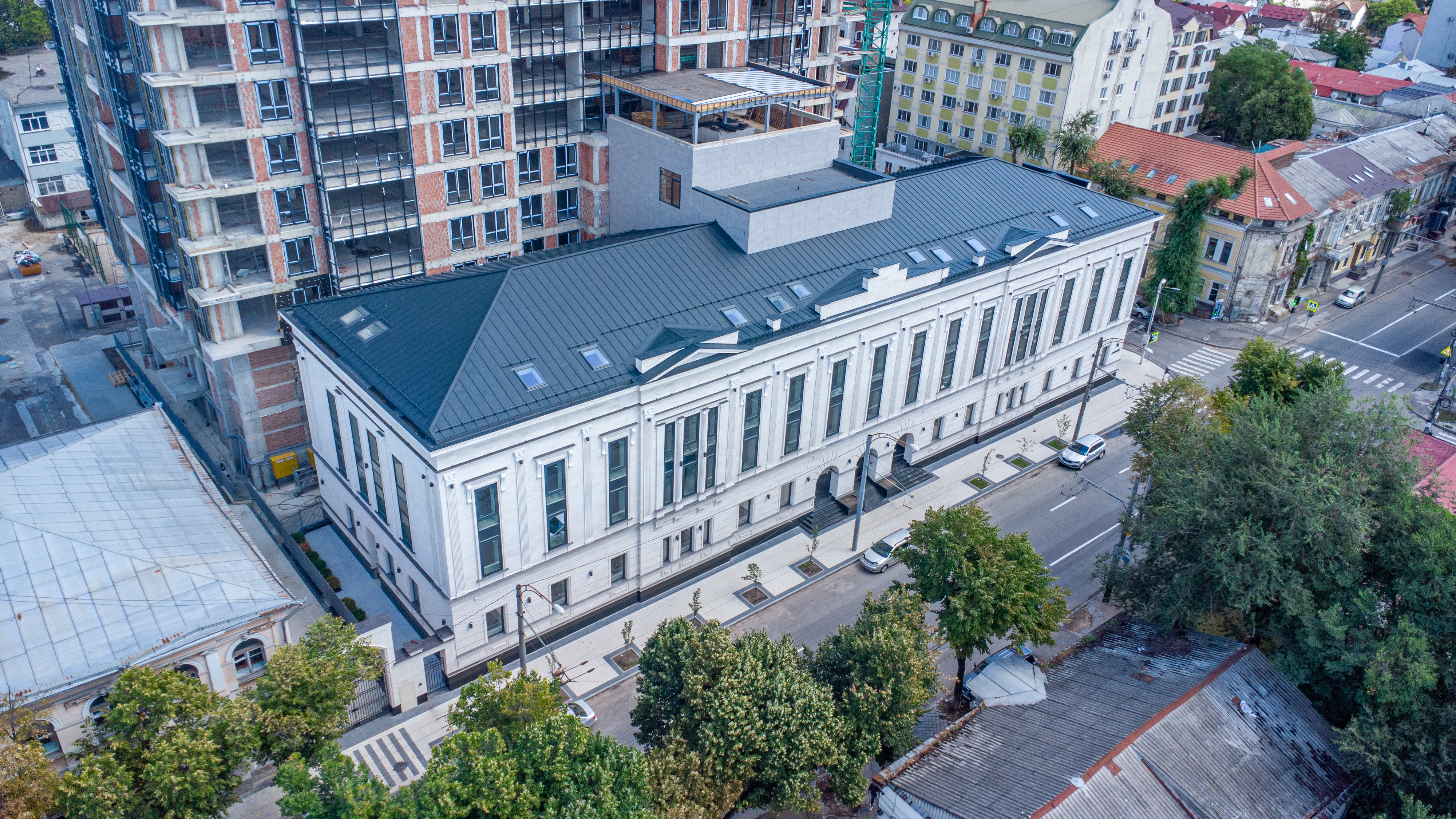